# Ciamak Moresadegh
Ciamak Moresadegh (persisch سیامک مره‌صدق), auch Ciamak Morsadegh oder Siamak Moreh Sedgh geschrieben (* 1965 in Schiras), ist ein Vertreter der jüdischen Minorität im iranischen Parlament.
Moresadegh ist Allgemeinchirurg, Universitätsprofessor, Direktor des jüdischen Dr.-Sapir-Krankenhauses und Wohlfahrtszentrums und Vorsitzender der Jüdischen Gemeinde Teheran.
Bei den Parlamentswahlen 2008 löste er Maurice Motamed ab und war zunächst wie dieser der einzige Vertreter der Juden im Parlament. Seit der Parlamentswahl im Iran 2012 hat die religiöse Minderheit der Juden drei Abgeordnete. Der Parlamentarier Moresadegh war einer der Begleiter des neuen iranischen Präsidenten, Hassan Rohani, bei dessen erstem Auftritt vor der UN-Vollversammlung am 25. September 2013 in New York.